# Barbara Niedernhuber

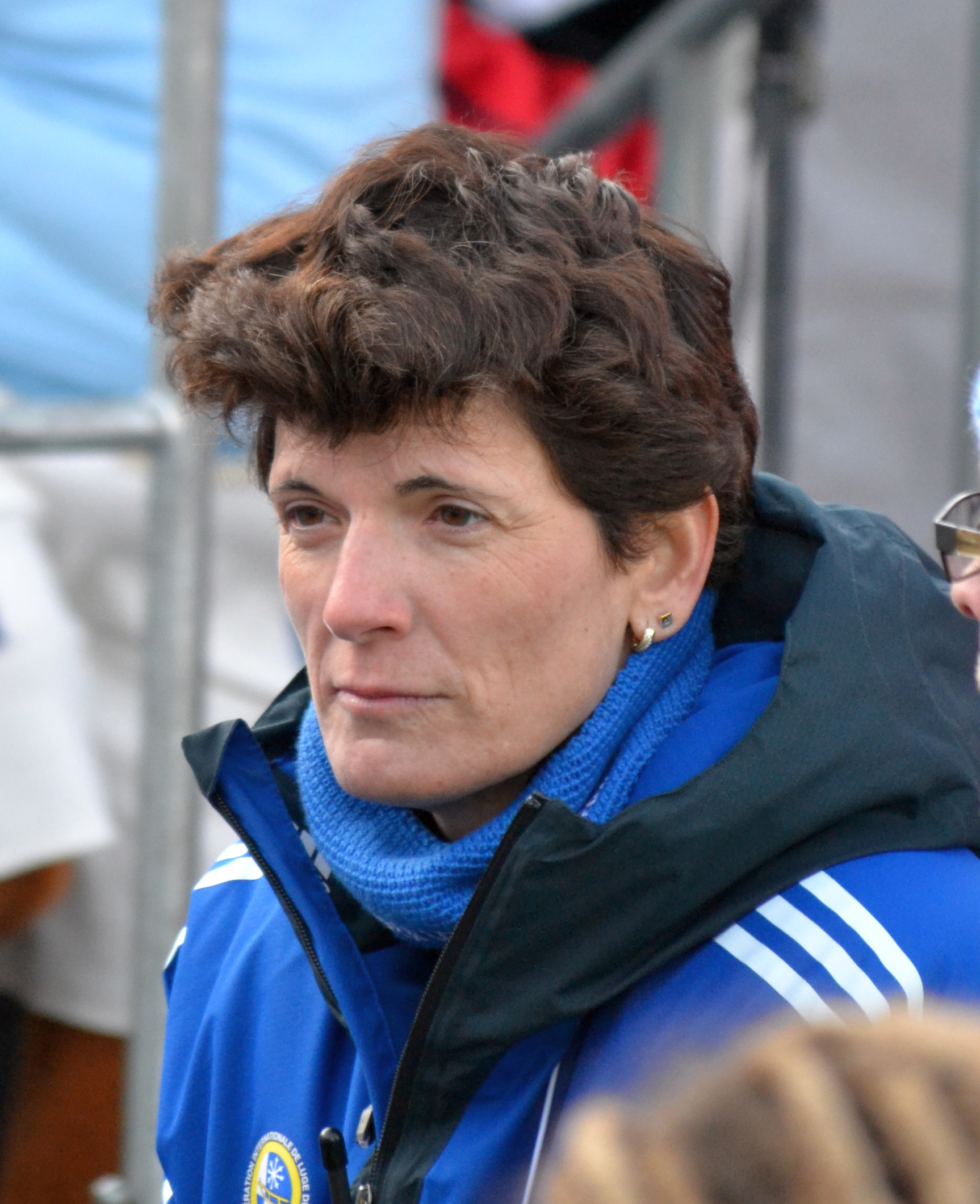
Barbara Niedernhuber beim Weltcuprennen in Altenberg 2015.

Barbara „Babsi“ Niedernhuber (* 6. Juni 1974 in Berchtesgaden) ist eine ehemalige deutsche Rennrodlerin.
Die „ewige“ Zweite (oder Dritte) genannte Sportlerin des WSV Königssee holte bei den Olympischen Spielen 1998 und 2002 und bei den Weltmeisterschaften 1999, 2000, 2004 und 2005 jeweils die Silbermedaille, dazu gewann sie bei den Weltmeisterschaften 2001 und 2003 sowie bei den Europameisterschaften 2000 und 2002 Bronze. Bei der WM 2004 gewann sie im Rahmen des Teamwettbewerbs gemeinsam mit David Möller, Patric Leitner und Alexander Resch ihre einzige WM-Goldmedaille. In der Saison 2004/2005 wurde sie Gesamtsiegerin im Rodelweltcup. Bei 66 Starts im Rodelweltcup konnte Niedernhuber fünf Siege feiern, davon drei Siege allein in der Saison 2004/05.
Für ihre sportlichen Leistungen wurde sie am 6. Mai 2002 durch Verleihung des Silbernen Lorbeerblattes geehrt.
Neben Sylke Otto und Silke Kraushaar gehörte sie zu den „großen Dreien“, die fast im Alleingang dafür gesorgt hatten, dass die deutschen Rennrodlerinnen seit 1996 international ungeschlagen blieben. Ein Grund für ihre großen Erfolge war die innerbayerische technische Unterstützung durch die deutsche Rennrodellegende der Männer Georg Hackl, der als großer Tüftler und Techniker unter den Rodlern galt.
Ende September 2006 beendete Niedernhuber nach fast einem Jahrzehnt in der Weltspitze überraschend ihre Karriere. Wegen einer Operation aufgrund einer Verletzung am rechten Fuß (Knöchelabsplitterung am Sprunggelenk) wäre die zu diesem Zeitpunkt 32-Jährige zum Saisonauftakt nicht mehr fit geworden, womit sie keinen Startplatz für das deutsche Weltcupteam bekommen hätte. Nach ihrer Karriere begann sie eine Ausbildung im gehobenen Polizeidienst der Bundespolizei. Schon in der Saison 2005/06 hatten ihr Verletzungen zu schaffen gemacht, die eine Teilnahme an den Olympischen Winterspielen von Turin verhindert hatten.

## Erfolge

### Gesamtweltcup
| Saison    | Platz | Punkte |
| --------- | ----- | ------ |
| 1996/97   | 0?.   | 0?     |
| 1997/98   | 0?.   | 0?     |
| 1998/99   | 03.   | 0488   |
| 1999/2000 | 03.   | 0490   |
| 2000/01   | 06.   | 0351   |
| 2001/02   | 03.   | 0410   |
| 2002/03   | 03.   | 0525   |
| 2003/04   | 03.   | 0490   |
| 2004/05   | 01.   | 0636   |
| 2005/06   | 010.  | 0260   |

### Weltcupsiege
| Nr. | Datum         | Ort         | Bahn                                              |
| --- | ------------- | ----------- | ------------------------------------------------- |
| 1.  | 7. Dez. 1997  | Innsbruck   | Olympia Eiskanal Igls                             |
| 2.  | 28. Nov. 1998 | Altenberg   | Rennschlitten- und Bobbahn Altenberg              |
| 3.  | 4. Dez. 2004  | Lake Placid | Olympia-Bobbahn Lake Placid                       |
| 4.  | 12. Dez. 2004 | Calgary     | Bob- und Rennschlittenbahn im Canada Olympic Park |
| 5.  | 2. Jan. 2005  | Oberhof     | Rennrodelbahn Oberhof                             |

| Nr. | Datum        | Ort       | Bahn                                  |
| --- | ------------ | --------- | ------------------------------------- |
| 1.  | 6. Jan. 2005 | Königssee | Kombinierte Kunsteisbahn am Königssee |